# ミヤコ蝶々ものがたり
『スペシャルドラマ・ミヤコ蝶々ものがたり』（スペシャルドラマ・ミヤコちょうちょうものがたり）とは、テレビ朝日系列で、2007年3月15日の20:00 - 21:54（JST）に放送された単発スペシャルのテレビドラマである。
タイトルの通りミヤコ蝶々の、波乱の一生を描いたものになっている。

## 出演者
- ミヤコ蝶々：久本雅美（少女期：須貝菜々子）
- 南都雄二：山本太郎
- 駒子：秋野暢子
- 前田由美子：国生さゆり
- 立花敏夫：岡田圭右（ますだおかだ）
- 林正之助：中村育二
- 夫婦漫才イチローさくら：梅垣義明
- 曲芸師ハジメコウ太：安田大サーカス（団長、HIRO）
- 下宿屋のおやじ：笑福亭鶴光
- 日向英次郎：石倉三郎
- 三遊亭柳枝：橋爪功
- 中村摂、Over Drive、木下隆行、小林幸太郎（チョップリン）ほか

## スタッフ
- 脚本：大石静
- 監督：黒沢直輔
- 企画協力：勝忠男
- 製作：テレビ朝日・テレビマンユニオン